# Thonon-les-Bains (quận)
Quận Thonon-les-Bains là một quận của Pháp, nằm ở tỉnh Haute-Savoie, trong vùng Rhône-Alpes. Quận này có 7 tổng và 68 xã.

## Các đơn vị hành chính

### Các tổng
Các tổng của quận Thonon-les-Bains là: 
1. Abondance
2. Le Biot
3. Boëge
4. Douvaine
5. Évian-les-Bains
6. Thonon-les-Bains-Est
7. Thonon-les-Bains-Ouest

### Các xã
Các xã của quận Thonon-les-Bains, và mã INSEE là: 
| 1. Abondance (74001)             | 2. Allinges (74005)          | 3. Anthy-sur-Léman (74013)     | 4. Armoy (74020)                    |
| 5. Ballaison (74025)             | 6. Bellevaux (74032)         | 7. Bernex (74033)              | 8. Bogève (74038)                   |
| 9. Bonnevaux (74041)             | 10. Bons-en-Chablais (74043) | 11. Boëge (74037)              | 12. Brenthonne (74048)              |
| 13. Burdignin (74050)            | 14. Cervens (74053)          | 15. Champanges (74057)         | 16. Chens-sur-Léman (74070)         |
| 17. Chevenoz (74073)             | 18. Châtel (74063)           | 19. Douvaine (74105)           | 20. Draillant (74106)               |
| 21. Essert-Romand (74114)        | 22. Excenevex (74121)        | 23. Fessy (74126)              | 24. Féternes (74127)                |
| 25. Habère-Lullin (74139)        | 26. Habère-Poche (74140)     | 27. La Baume (74030)           | 28. La Chapelle-d'Abondance (74058) |
| 29. La Forclaz (74129)           | 30. La Vernaz (74295)        | 31. Larringes (74146)          | 32. Le Biot (74034)                 |
| 33. Loisin (74150)               | 34. Lugrin (74154)           | 35. Lullin (74155)             | 36. Lully (74156)                   |
| 37. Lyaud (74157)                | 38. Margencel (74163)        | 39. Marin (74166)              | 40. Massongy (74171)                |
| 41. Maxilly-sur-Léman (74172)    | 42. Meillerie (74175)        | 43. Messery (74180)            | 44. Montriond (74188)               |
| 45. Morzine (74191)              | 46. Nernier (74199)          | 47. Neuvecelle (74200)         | 48. Novel, Haute-Savoie (74203)     |
| 49. Orcier (74206)               | 50. Perrignier (74210)       | 51. Publier (74218)            | 52. Reyvroz (74222)                 |
| 53. Saint-André-de-Boëge (74226) | 54. Saint-Gingolph (74237)   | 55. Saint-Jean-d'Aulps (74238) | 56. Saint-Paul-en-Chablais (74249)  |
| 57. Saxel (74261)                | 58. Sciez (74263)            | 59. Seytroux (74271)           | 60. Thollon-les-Mémises (74279)     |
| 61. Thonon-les-Bains (74281)     | 62. Vacheresse (74286)       | 63. Vailly (74287)             | 64. Veigy-Foncenex (74293)          |
| 65. Villard (74301)              | 66. Vinzier (74308)          | 67. Yvoire (74315)             | 68. Évian-les-Bains (74119)         |